# Morris Minor (1928)
Morris Minor je malý dvoumístný nebo čtyřmístný automobil s vodou chlazeným motorem (dvě konstrukčně odlišné verze) o objemu přibližně 850 cm³, který vyráběla společnost Morris Motors Limited od roku 1928 do roku 1934. Jméno tohoto modelu bylo znovu použito po druhé světové válce, kdy se od roku 1948 až do roku 1971 vyráběl automobil stejného jména a obdobné velikostní kategorie, ale zcela odlišné konstrukce.

## Historie
Od roku 1922, kdy se začal vyrábět malý vůz značky Austin (model Austin Seven: původně o výkonu pouhých 7 koní, později 10 koní), nabídka automobilů ve Velké Británii oslovila nové zákazníky a rozšířila trh. V roce 1926 William Morris využil milióny z prodeje a úpisu akcií a zakoupil společnost Wolseley, kterou založil Herbert Austin a které jen pár let předtím byla největším briským výrobcem automobilů.
Nyní měl William Morris až nadbytek výrobních kapacit a dostatek konstruktérů (vlastních a získaných zakoupením společností Wolseley), takže vývoj nového malého vozu Morris Minor (pokročilejší konstrukce než byl konkurenční Austin Seven: jeho výroba nicméně s menšími úpravami trvala až do roku 1939) netrval dlouho a ještě před polovinou roku 1928 byl zcela nový Morris Minor na trhu.

## Motor
Do vozu se v průběhu výroby montovaly dvě verze motorů, v určitém období i souběžně. První verzi motoru pro Morris Minor navrhla ještě společnost Wolseley, ale již vlastněná Williamem Morrisem. Jednalo se převážně o nový design motoru, který používal ventilový rozvod s jednou vačkovou hřídelí SOHC: Single Over Head Camshaft. Motor měl třístupňovou převodovku (od září 1932 se do dražších verzí montovala i čtyřstupňová převodovka) a jednoduchý karburátor. Elektrický systém používal napětí 6 voltů. Motor dosahoval výkon 20 koní (15 kW) při 4000 otáčkách za minutu, takže automobil mohl jet nejvyšší rychlostí asi 55 mil za hodinu (zhruba 88 km/h). Od roku 1928 do 1930 všechna vyrobená auta používala výše popsaný motor o objemu 847 cm³ a ventilovým rozvodem SOHC, který navrhla a vyráběla společnost Wolseley, proto je tento motor označován jako Wolseley SOHC.
Mezitím původní Morrisovi inženýři v Morris Commercial Cars, které vedl Percy Rose (a kteří rovněž navrhli podvozek vozu), zkonstruovali motor s jednodušším, ale již v té době nepříliš moderním, rozvodem ventilů SV: tedy s ventilem na boku válce. Tato konstrukčně jednodušší a hlavně výrobně levnější, ale zastaralejší verze motoru s mírně nižším výkonem (19 koní (14 kW) se začala vyrábět na konci roku 1930 v nových provozech Morris Commercial Cars v bývalých závodech Wolseley v Adderley Park, pod dohledem mladého Leonarda Lorda. Zpočátku se tato verze motorou montovala jen do levnějších verzí auta, pro dražší se až do roku 1932 používala modernější verze s rozvodem SOHC. Od roku 1932 do roku 1934 se verze s rozvodem SV používala do všech vozů. Celkem bylo vyrobeno 39 087 motorů s rozvodem SOHC (Wolseley SOHC) a 47 231 s rozvodem SV (Morris SV).

## Šasi a další vybavení
Přestože hlavní montážní závod společnosti byl v Cowley (předměstí Oxfordu), podvozek byl navržen a vyráběn ve společnosti, která sídlila v Birminghamu a kterou Morris rovněž zakoupil v rámci svých investičních aktivit. Podvozek ocelové konstrukce má brzdy na všechny čtyři kola a poloeliptické pružiny. 26palcová drátěná kola mají pneumatiky o průměru 3,50 palce.
Další vybavení vozu zahrnuje: automatické stěrače, zpětné zrcátko, nárazníky plné šířky vpředu i vzadu, palivoměr, rychloměr, elektrický klakson. Bezpečnostní sklo Triplex bylo k dispozici za příplatek.

## Karosářské verze
Zpočátku se vůz nabízel jen ve dvou karosářských verzích a to dvoudvéřový sedan a čtyřmístný tourer (kombi). Později ale byly na trh postupně uvedeny další verze, např. čtyřmístný sedan, sportovní kupé a dokonce i užitková verze s prodlouženým rozvorem (malá dodávka).
Velkou částí úspěchu vozu bylo toho, že šlo o plnohodnotné, ale přitom malé a levné auto. Nejlevnější verze se prodávala za „magických“ 100 britských liber, další karosářské verze v rozmezí přibližně 125 až 141 liber (později na trh uvedené verze s prodlouženým rozvorem a sportovní kupé v rozmezí 150 až 175 liber). Dvoudvéřová dvoumístná verze měla velmi úzkou karosérii, takže cestující nutně musely být v těsném kontaktu. Čtyřmístný sedan již byl prostornější, zejména verze s prodlouženým rozvorem.
Do roku 1934 bylo vyrobeno celkem 86 320 vozů, z toho daleko neprodávanější byla verze sedan se standardním rozvorem (57 % prodaných vozů), sedan s prodlouženým rozvorem měl podíl 10 %, dvoumístná verze rovněž 10 %, užitková verze (malá dodávka) 11 %, tourer (kombi) 6 %, jen šasi bez karosérie 5 % a coupé 1 procento. V srpnu 1934 byl model Morris Minor nahrazen modelem Morris Eight se zcela novou karosérii a s motorem o trochu větším objemu (918 cm³), který byl prodejně rovněž velmi úspěšný.

## Zajímavost
Automobil Morris Minor, dvoumístný sedan z roku 1928, si „zahrál“ ve filmové komedii Saturnin z roku 1994 (resp. čtyřdílný miniseriál), která byla natočena podle stejnojmenného románu Zdeňka Jirotky z roku 1942. Jiří Oulický (hraje Ondřej Havelka) je právě v nemocnici s nohou čerstvě v sádře a jeho sluha Saturnin (Oldřich Vízner neúspěšně vyjednává, aby ho zpět do vily dědečka (Lubomír Lipský) odvezla sanitka, která ho přivezla (protože „prodlení v tomto případě již nehrozí“). V automobilu Morris Minor do nemocnice přijíždí slečna Barbora (Lucie Zedníčková) a za prudké bouře Jiřího odváží, přejedou přitom přes již zatopený dřevěný most, jedinou přístupovou cestu do vily dědečka. Později, ke konci filmu, oba jedou tímto vozem do města nakoupit nové zásoby pro dědečka a ještě později se spolu ve voze vrací do Prahy (v tomto voze je to obráceně: mluvení je dovoleno, ale koukání na řidičku je zakázáno) a domlouvají si schůzku v Praze.
Tento dvoumístný exampléř vozu Morris Minor z roku 1928, použitý při natáčení filmu a seriálu Saturnin, byl vystaven na 2. ročníků výstavy Automobilové klenoty, která se konala v areálu golfového hřiště v Hostivaři. Profilovým zaměřením tohoto ročníku totiž byly právě automobily a motocykly ze slavných filmů a seriálů československé a české produkce.

## Fotogalerie

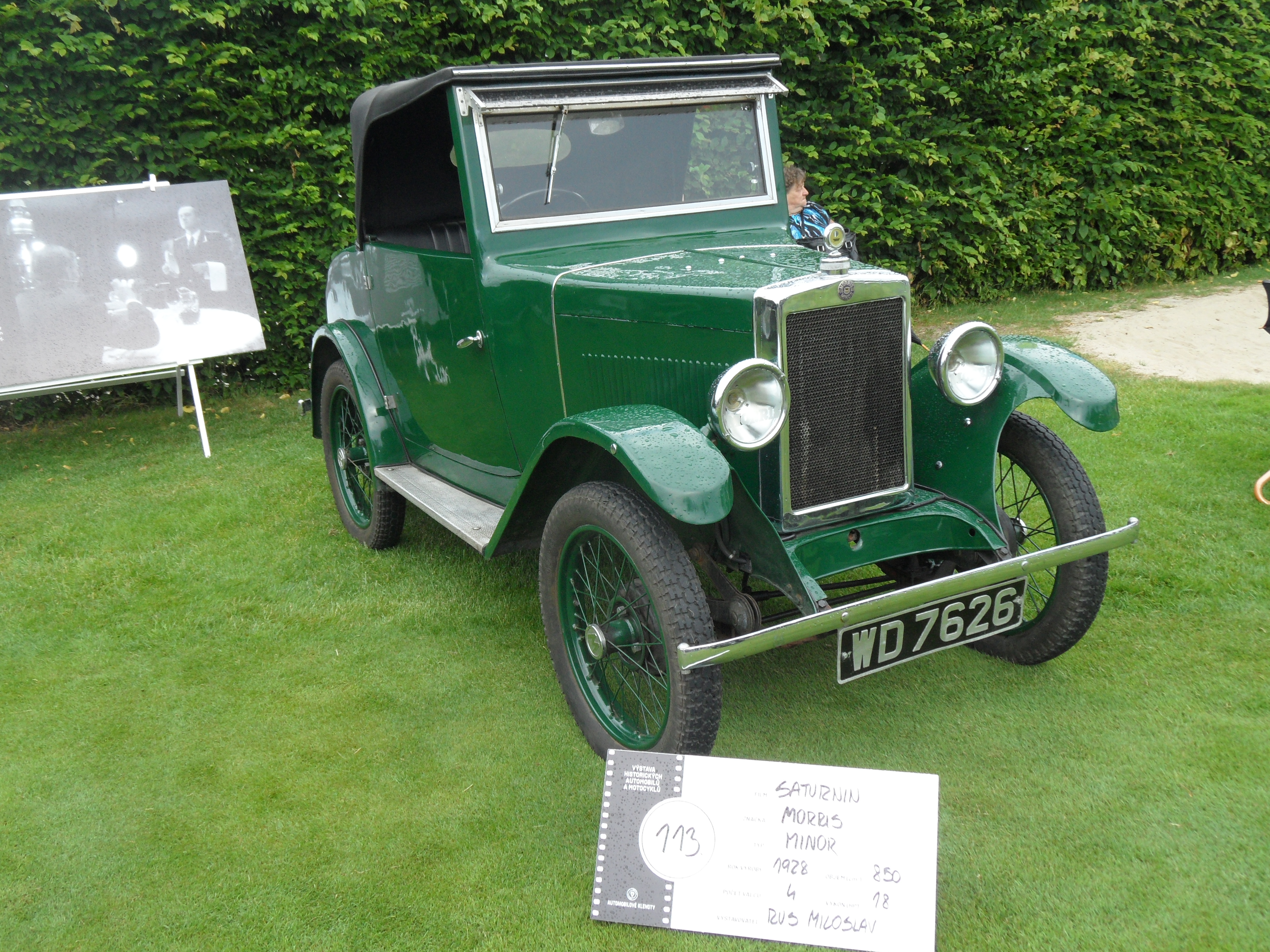
Dvoumístná verze sedanu na Automobilové klenoty 2019
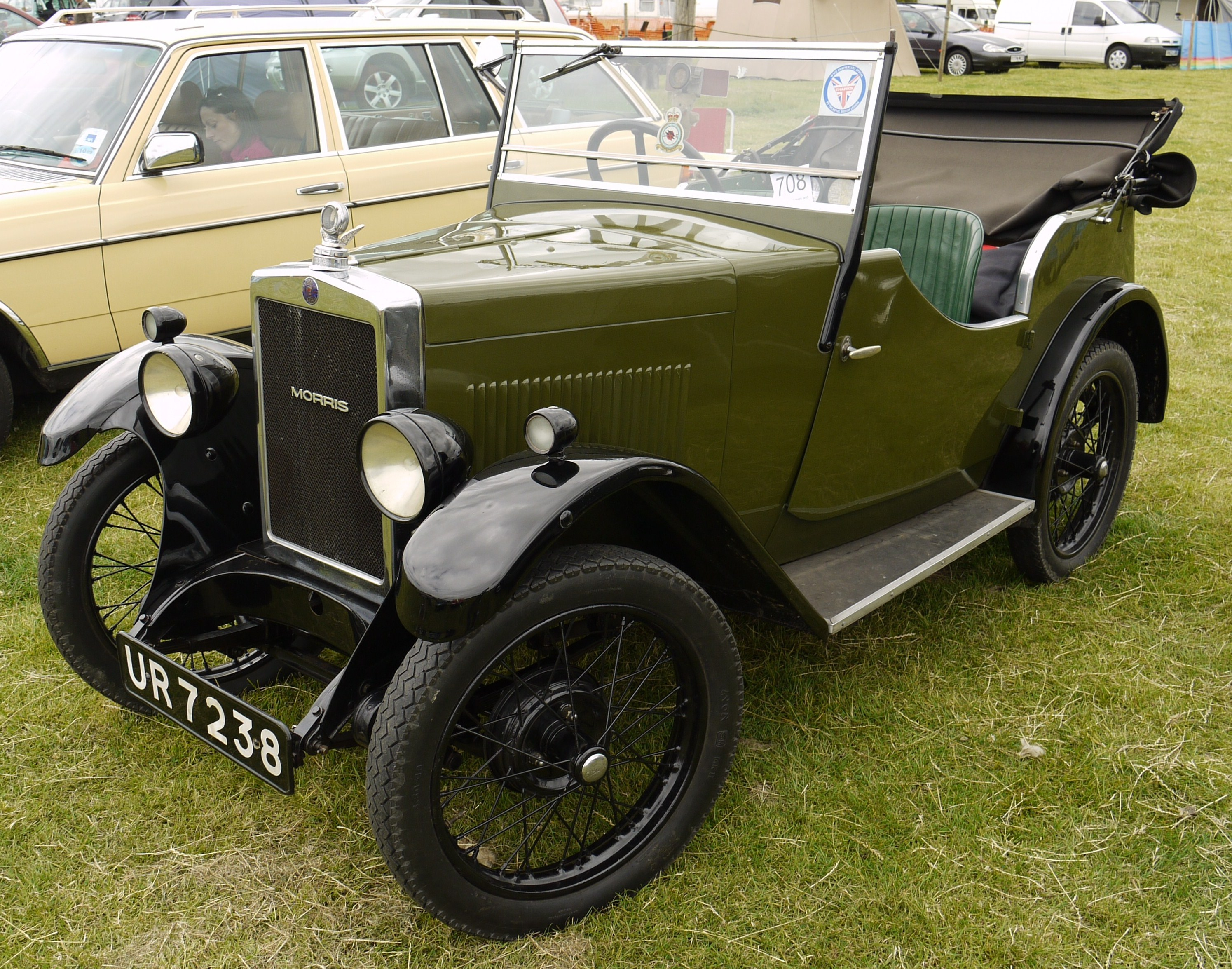
Morris Minor tourer, 1930
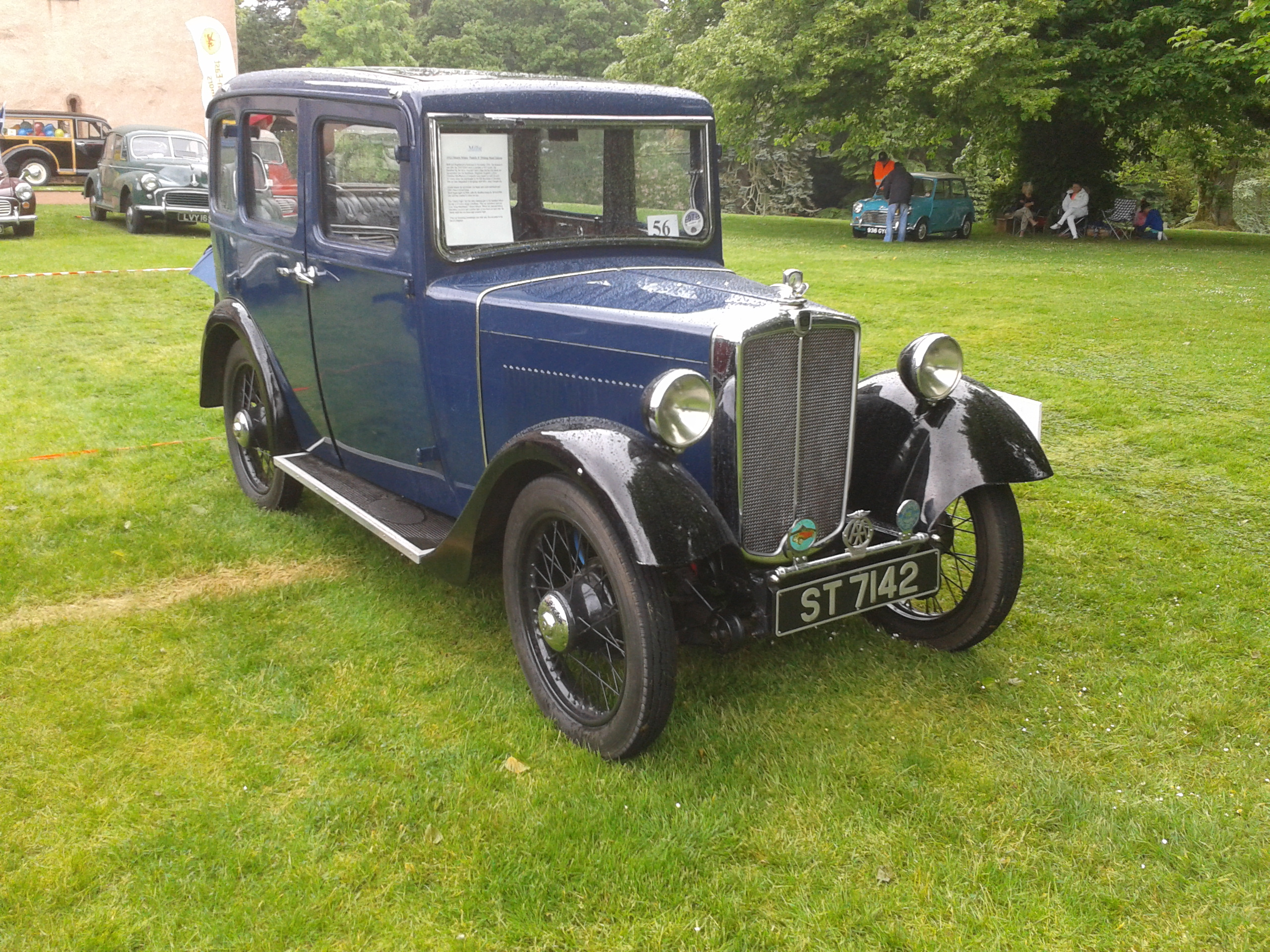
Sedan s prodlouženým rozvorem (Family Eight), 1932
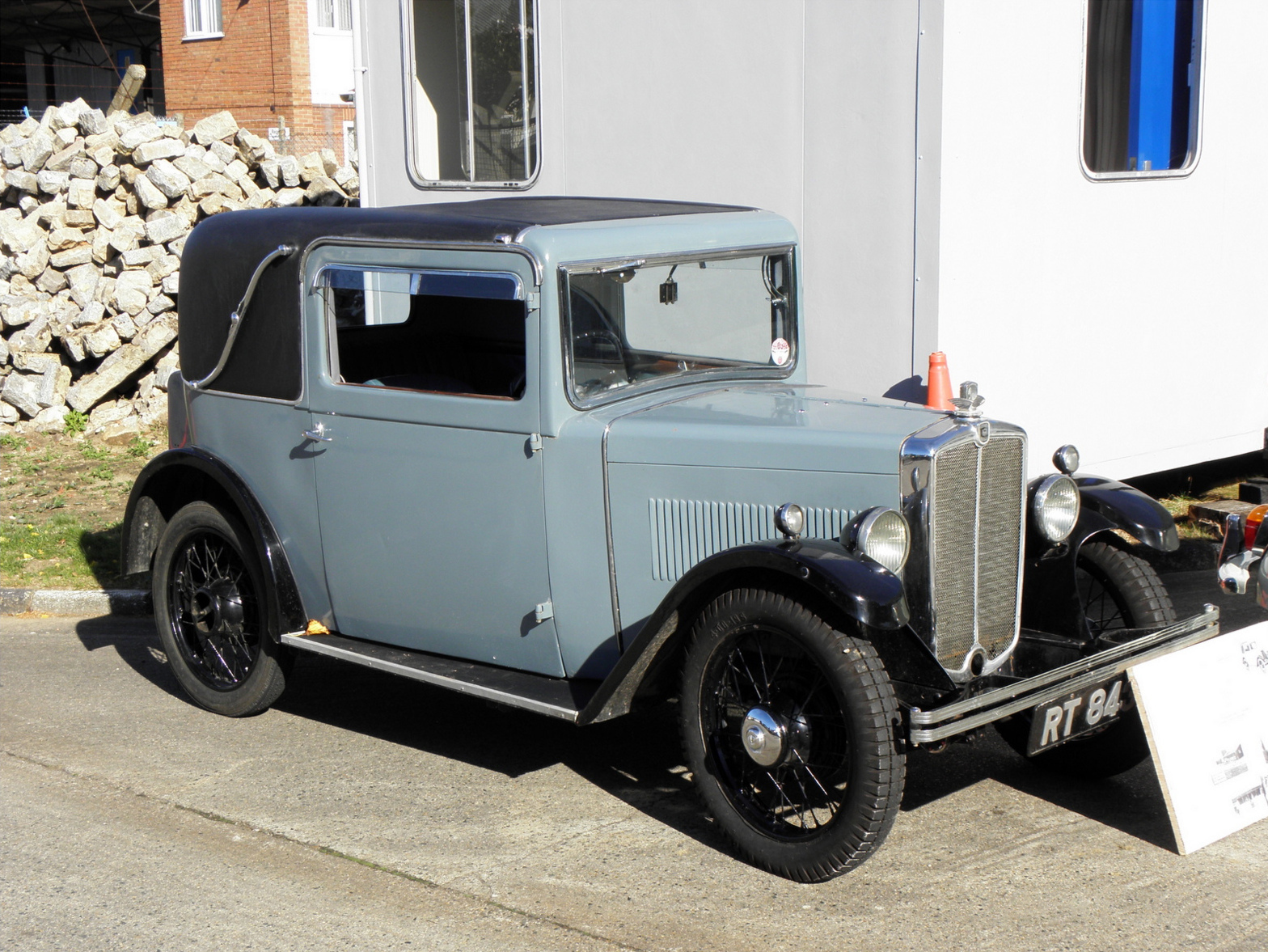
Kupé Special, leden 1932
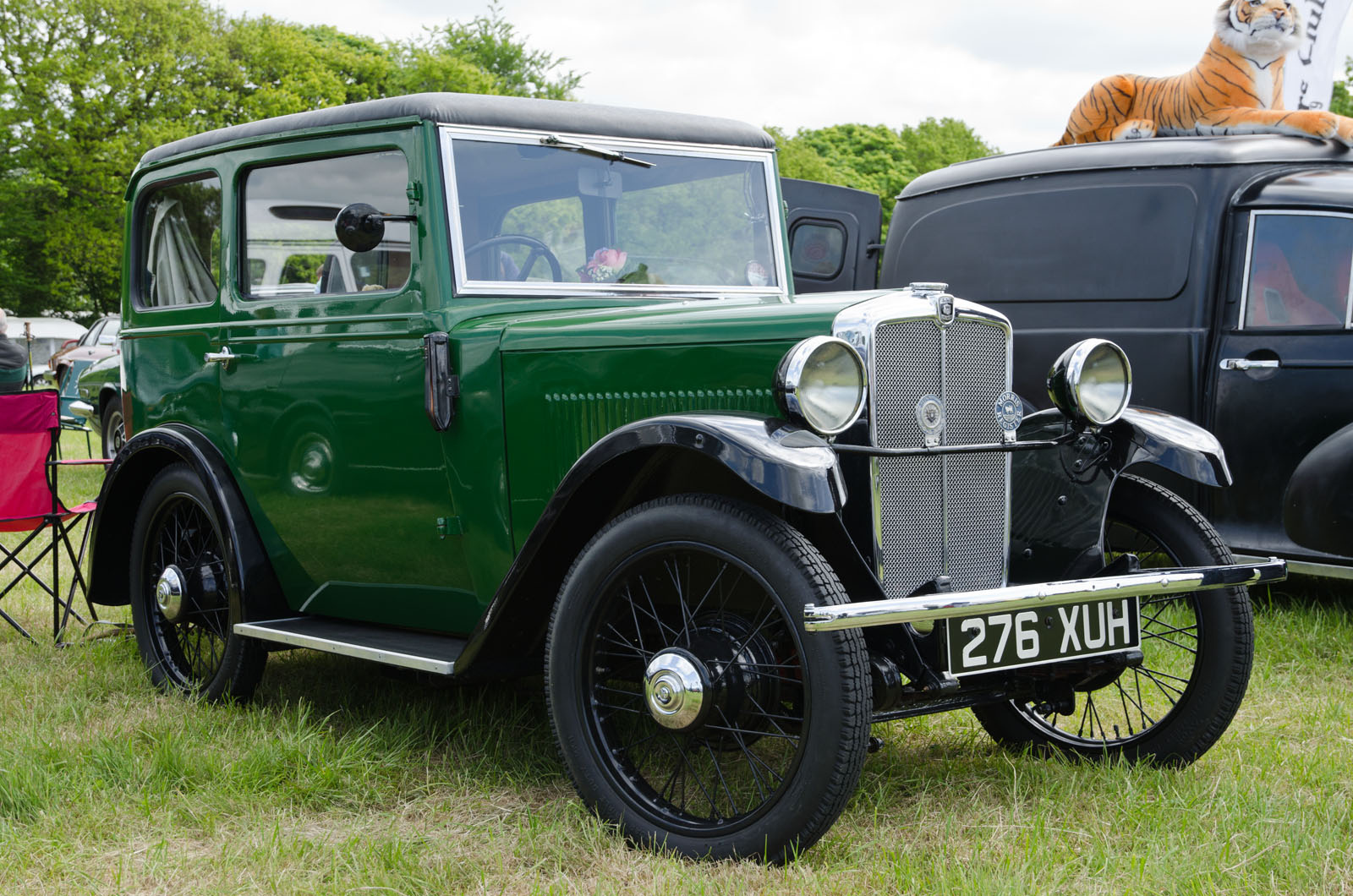
Dvoudvéřový sedan s krátkým (původním) rozvorem, 1933